# Agrotis extersa
Agrotis extersa là một loài bướm đêm trong họ Noctuidae.